# Juan Bautista Antonelli
Pour les articles homonymes, voir Antonelli.

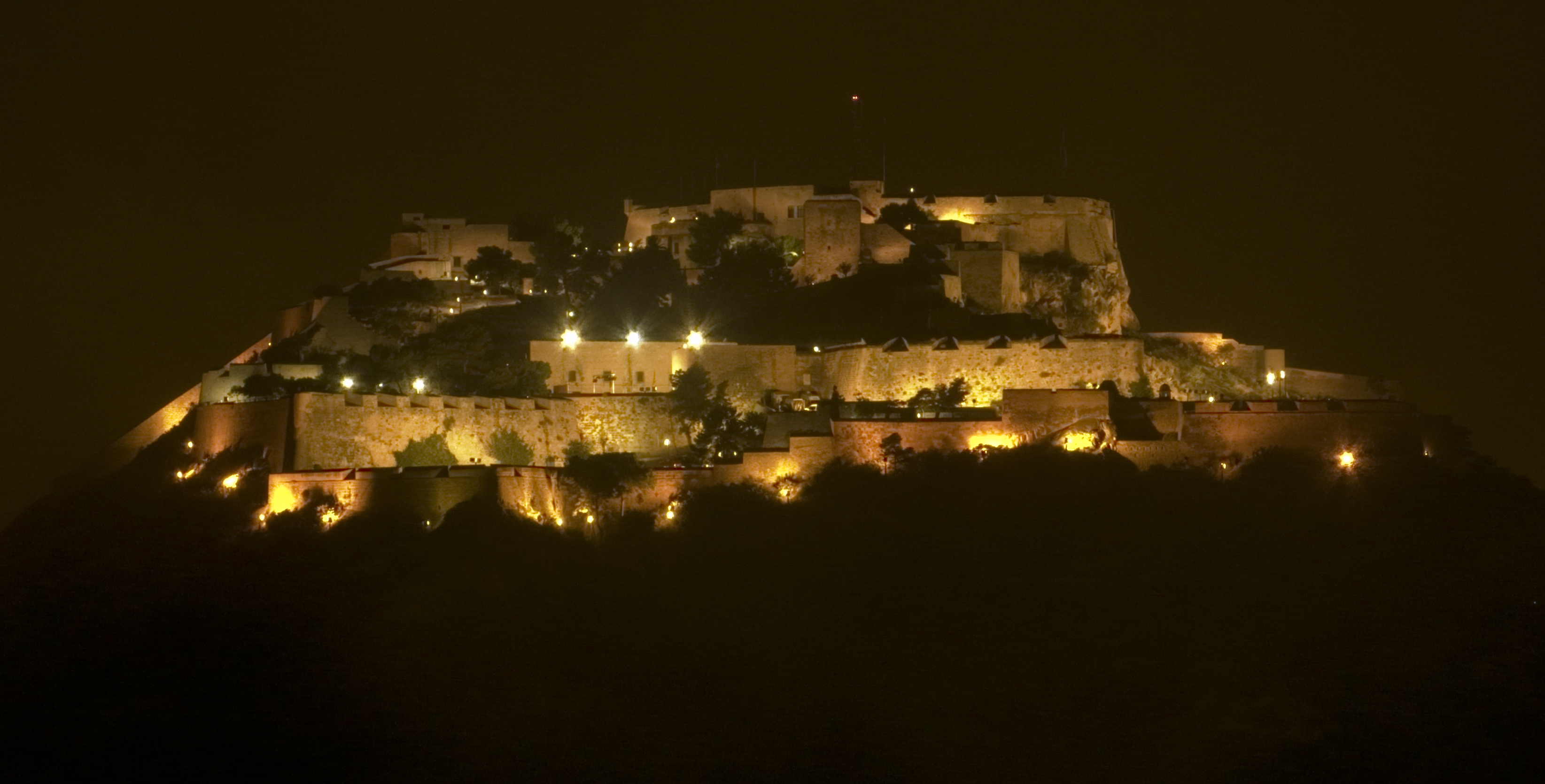
Château de Santa Bárbara à Alicante

Juan Bautista Antonelli (Giovanni Battista Antonelli) fut un ingénieur militaire italien. Il est né Gatteo (Romagne - Italie) en 1527 et est mort à Tolède le 17 mars 1588.
Il a conçu et construit quelques-unes des fortifications et forts militaires en Europe pour la couronne espagnole durant la seconde moitié du XVIe siècle.

## Biographie
En 1568, le Roi Philippe II demande à Vespasien Gonzague, l'inspection et le projet de construction des fortifications du port de la cité de Carthagène, de la côte du Royaume de Valence et des ports africains d'Oran et de Mers el-Kébir. Vespasien Gonzague se fait accompagner d'Antonelli.
Ce projet de fortification de la côte espagnole et africaine a abouti à la construction d'une série de tours de gué côtières sur les côtes de Murcie et du Royaume de Valence. Le Château de Santa Bárbara à Alicante (Espagne) a été  reconstruit en 1562, le Château de Benidorm et la Tour de Vigie de Santa Faz à Alicante ont été construits en 1575, les murailles qui protègent Peñíscola (Castellón) de l'accès terrestre en (1578), le barrage de Tibi (Alicante) en 1580.  
À partir de 1580, Juan Bautista Antonelli se consacre à l'étude de la navigabilité du Tage entre Lisbonne et Tolède, projet qui ne deviendra jamais le jour (il existe un roman de Ricardo Sánchez Candelas (es) qui a pour thème ce projet et qui est intitulé «Seuls ont navigué ses rêves» Sólo navegaron sus sueños).
Il ne faut surtout pas confondre Juan Bautista Antonelli avec son frère cadet Bautista Antonelli qui réalisa de nombreux travaux de fortification dans les colonies espagnoles en Amérique.